# Dickens, Texas
Dickens är administrativ huvudort i Dickens County i den amerikanska delstaten Texas. Dickens grundades år 1892 och ersatte Espuela som administrativ huvudort i countyt senare samma år. Orten har fått sitt namn efter J. Dickens som stupade i slaget vid Alamo.